# Würmkanal

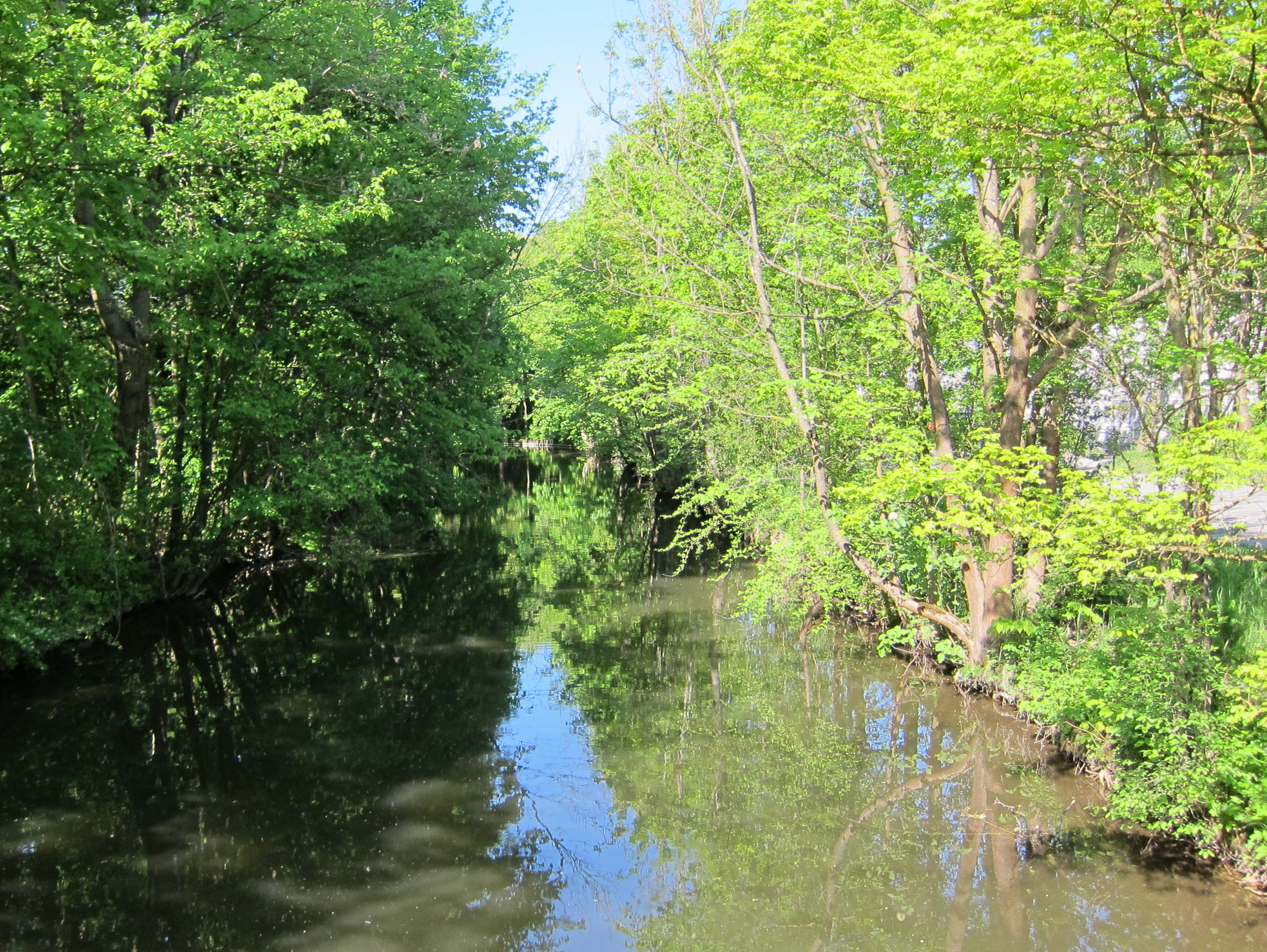
Würmkanal kurz vor Schloss Schleißheim

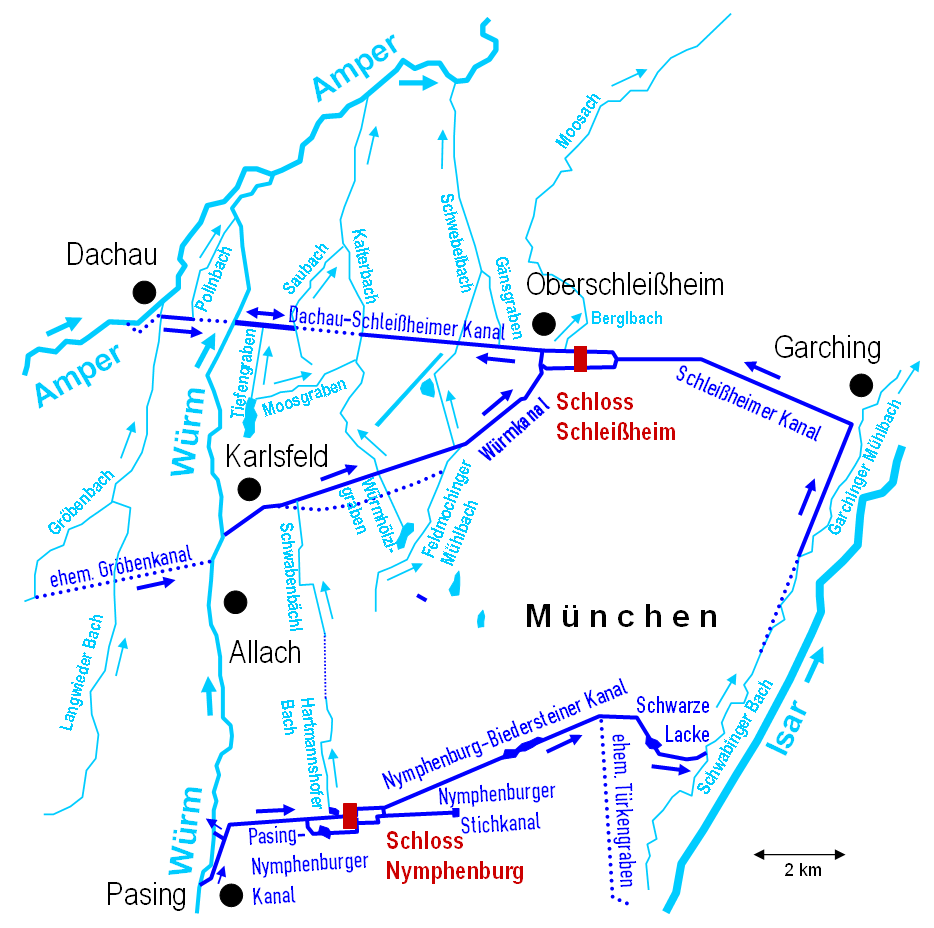
Lage des Würmkanals im Nordmünchner Kanalsystem

Der Würmkanal ist Bestandteil des barocken Nordmünchner Kanalsystems, das die Wittelsbacher Residenzen in Schleißheim, Dachau und Nymphenburg über angelegte Wasserwege verbindet.

## Topografie
Der am Schloss Allach vorbeiführende Kanal verbindet die Würm, deren Wasserführung durch über den nicht mehr bestehenden Gröbenkanal mit Wasser aus dem Gröbenbach verstärkt wurde, mit dem Schloss Schleißheim. Er beginnt in Karlsfeld (48° 12′ 51″ N, 11° 27′ 40″ O; 494 m ü. NN), verläuft streckenweise durch das Münchner Stadtgebiet und mündet nach etwa zehn Kilometern im südlichen Bereich des Schlossparks in den Mühlbach (48° 14′ 54″ N, 11° 33′ 20″ O; 485 m ü. NN). Sieben Meter breit ist der Kanal im Durchschnitt und 90 Zentimeter tief. Außer den Kanälen im Schlosspark Schleißheim speist der Würmkanal den Kalterbach und den Schwebelbach, die von ihm aus nach Norden abzweigen. Von Süden her münden in den Würmkanal das Schwabenbächl und der Feldmochinger Mühlbach, der Würmhölzlgraben wird unter dem Kanal durchgeführt. Für diese Gewässerkreuzung wurde ab 1915 ein Brückenbauwerk aus Nagelfluh errichtet. Durch den Würmkanal wird ein Großteil des Würmwassers in Richtung Oberschleißheim abgeleitet.

## Zuflüsse
- Würm (Amper), Hauptzufluss
- Schwabenbächl (als Unterlauf des Hartmannshofer Baches), rechts
- Feldmochinger Mühlbach, rechts

## Geschichte
Ein erster Würmkanal wurde 1601 gebaut, um die Schwaige Wilhelm V., ein landwirtschaftliches Gut bei Schleißheim, mit zusätzlichem Wasser aus der Würm zu versorgen. 1690/91 ließ Max Emanuel einen neuen, geraden und weiter nördlich verlaufenden Kanal nach den Plänen des bayerischen Hofbaumeisters Enrico Zuccalli errichten. Zusammen mit dem Isar-Schleißheimer Kanal war und ist der Würmkanal Hauptwasserlieferant für die Schlossanlagen von Schleißheim und war früher auch Transportweg für Personen und Baumaterialien sowie Energiequelle für die Mühlen und Sägewerke des Schleißheimer Hofes.
Der Gehölzbestand entlang des Kanals ist eingetragenes Biotop, der Kanal selbst steht als Teil des Baudenkmals Schleißheimer Kanal unter Denkmalschutz.